# Ковачич, Анико
Анико Ковачич (венг. Kovacsics Anikó; род. 29 августа 1991, Надьятад) — венгерская гандболистка, центральная защитница.

## Карьера

### Клубная
Анико занималась гандболом с 10 лет. Первым её тренером был Петер Новоградец. Карьеру она начинала в клубе «Берзенце» как баскетболистка, затем перешла в «Чургой». До 2006 года играла в «Надьятад»е, с 2006 года выступает за «Дьёр ЭТО». Играла в его третьей и второй команде, выиграв в первом сезоне юношеский чемпионат Венгрии и став кандидатом в олимпийскую сборную. В среднем забивала по 8 голов за игру.

### В сборной
На уровне сборных до 19 лет Анико стала серебряным призёром домашнего чемпионата Европы 2009 года, в 2012 году в составе основной сборной стала бронзовым призёром чемпионата Европы в Сербии. Дебют в основной сборной состоялся 22 сентября 2009 в матче против Дании.

## Достижения

### Клубные
- Чемпионка Венгрии: 2008, 2009, 2010, 2011, 2012, 2013
- Победительница Кубка Венгрии: 2008, 2009, 2010, 2011, 2012
- Победительница Лиги чемпионов ЕГФ: 2013

### В сборной
- Серебряный призёр чемпионата Европы U-19: 2009
- Бронзовый призёр чемпионата Европы: 2012

### Индивидуальные
- Лучшая молодая гандболистка года в Венгрии: 2009, 2010
- Лауреат премии Junior Prima Award: 2010